# Frank Werner (homme politique)
Pour les articles homonymes, voir Werner.

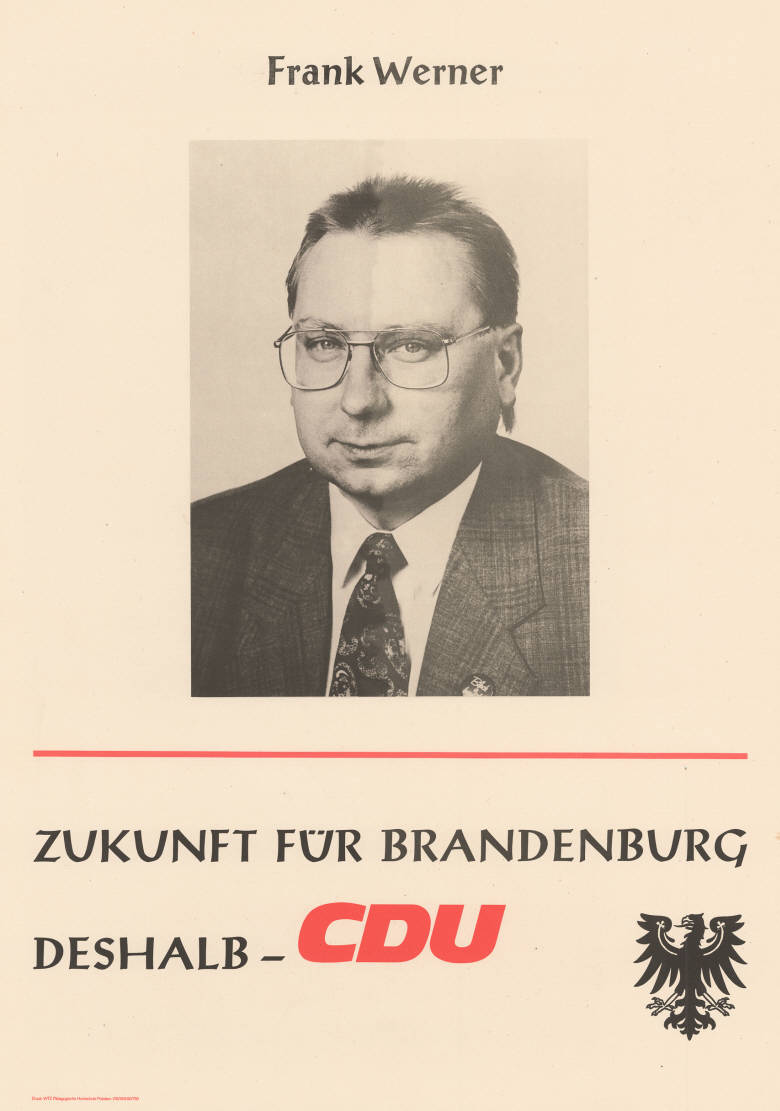
Affiche du candidat aux élections régionales dans le Brandebourg 1990.

Frank Werner (né le 29 janvier 1957 à Elsterwerda) est un homme politique allemand (CDU). De 1990 à 2009, il est membre du Landtag de Brandebourg. 

## Biographie
Frank Werner termine sa formation professionnelle avec un diplôme d'études secondaires, puis effectue son service militaire de base. Il suit ensuite un cours d'enseignement à distance en études culturelles à l'école technique pour les dirigeants de clubs à Meissen-Siebeneichen. Jusqu'en 1990, il travaille au cabinet de district pour le travail culturel dans l'arrondissement de Bad Liebenwerda. Après la réunification, il devient chef du bureau culturel de l'administration de l'arrondissement de Bad Liebenwerda en 1990. 
Frank Werner est célibataire et protestant. 

## Politique
Frank Werner rejoint le CDU en 1986. Lors des premières élections locales libres de 1990, il devient membre du conseil de district de Bad Liebenwerda. Il exerce ce mandat (ou celui du conseil d'arrondissement d'Elbe-Elster) jusqu'aux élections locales de 2008 et est président du groupe parlementaire CDU. De 1993 à 2008, il est également membre du conseil municipal de Plessa. Il est conseiller municipal à Bad Liebenwerda depuis 2008. Jusqu'en 2009, il est membre du conseil régional de l'association politique municipale (KPV) de la CDU. 
Depuis la première élection régionale en 1990, Frank Werner est membre du Landtag de Brandebourg jusqu'en 2009. Plus récemment, il est élu au Landtag en 2004 dans la circonscription d'Elbe-Elster II. Au Landtag, il est membre de la commission des affaires intérieures et de la commission des affaires juridiques depuis la première législature. Au cours de la deuxième législature et à partir du 14 avril 2005, il est vice-président de la Commission de contrôle parlementaire. À partir de la troisième législature, il est membre de la commission de la science, de la recherche et de la culture. Au cours de la troisième législature, il est président de la commission juridique et au cours de la quatrième législature, il est membre de la commission d'examen des élections. En 2009, Werner estmembre de la 13e assemblée fédérale. 

## Autres activités
Frank Werner est membre du conseil d'administration du lycée évangélique Doberlug-Kirchhain, parrainé par le Diakonisches Werk e. V., président du conseil consultatif juridique de l'Association des chœurs de Brandebourg e. V. (BCV), président du Sängerkreises Bad Liebenwerda et membre du comité consultatif institutionnel du JVA Cottbus. 